# Yuri Kosin
Yuri Kosin (en ucraniano: Косін Юрій Олекса́ндрович; Kompaniivka, 26 de septiembre de 1948-Irpín, 24 de octubre de 2022) fue un fotógrafo, conferencista, curador de exposiciones y viajero ucraniano. Kosin fue miembro de la Sociedad Nacional de Artistas Fotográficos de Ucrania, tutor y curador de la Academia Independiente de Artes Fotográficas de Ucrania, organizador y curador de la galería de fotos "Eksar" en Ucrania. 
También fue miembro de la asociación "Kulturforum" y del estudio artístico "Kulturwerkstatt Trier" en Alemania. Fue miembro permanente del programa de televisión ucraniano Svoimi ochima (testigo) dedicado a los viajes y el turismo. Kosin fue nombrado uno de los expertos en crítica de fotografía en Ucrania en una encuesta de expertos realizada en 2011. Fue participante de la Nueva Ola Ucraniana.

## Biografía

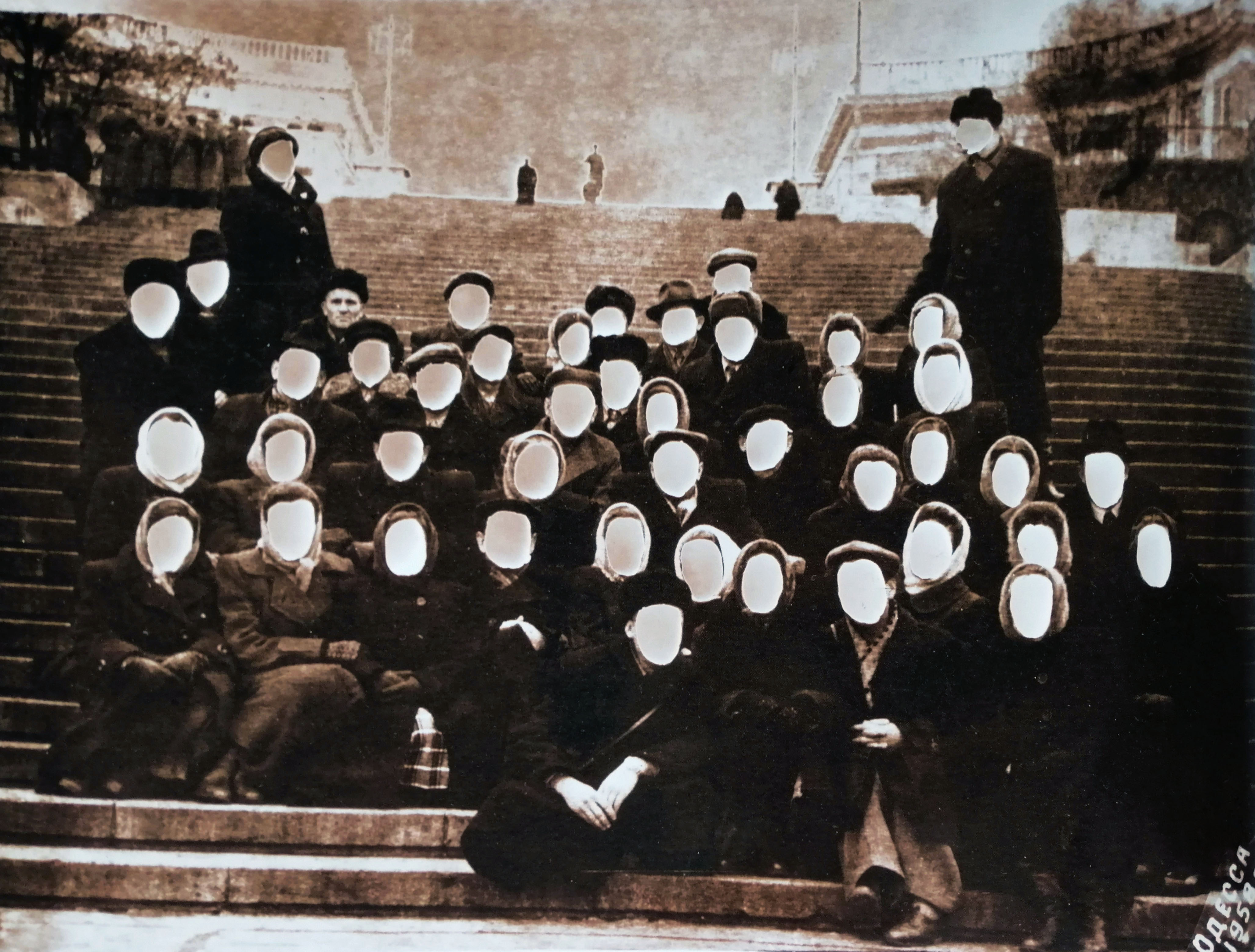
Foto Padre por Yuri Kosin-1995

Kosin nació en septiembre de 1948 en Kompaniivka, en ese momento en la RSS de Ucrania de la Unión Soviética (hoy en el Óblast de Kirovohrad en el centro de Ucrania). En 1974 se graduó en el Instituto Politécnico de Kiev. Durante algún tiempo trabajó como ingeniero, pero luego se aficionó al arte y la fotografía. En 1988 se graduó en el Instituto de Periodismo de Kiev. En 1977 fue co-curador de la asociación de vanguardia «Rukh» («Movimiento») y exposición clandestina, en la que estaban artistas como: Mikola Trehub, Vudon Baklitsky, Alexander Kostetsky, Olena Golub y Nicholas Zalevsky, entre otros. Más tarde, Kosin organizó muchas exposiciones, principalmente de fotografía, tanto personales como grupales.
Kosin más tarde vivió en Irpin (región de Kiev, Ucrania). Su hija Vera Kosina también es fotógrafa, pero vive y trabaja en Polonia. Yuri Kosin murió el 24 de octubre de 2022, a la edad de 74 años en su residencia.

## Logros en fotografía

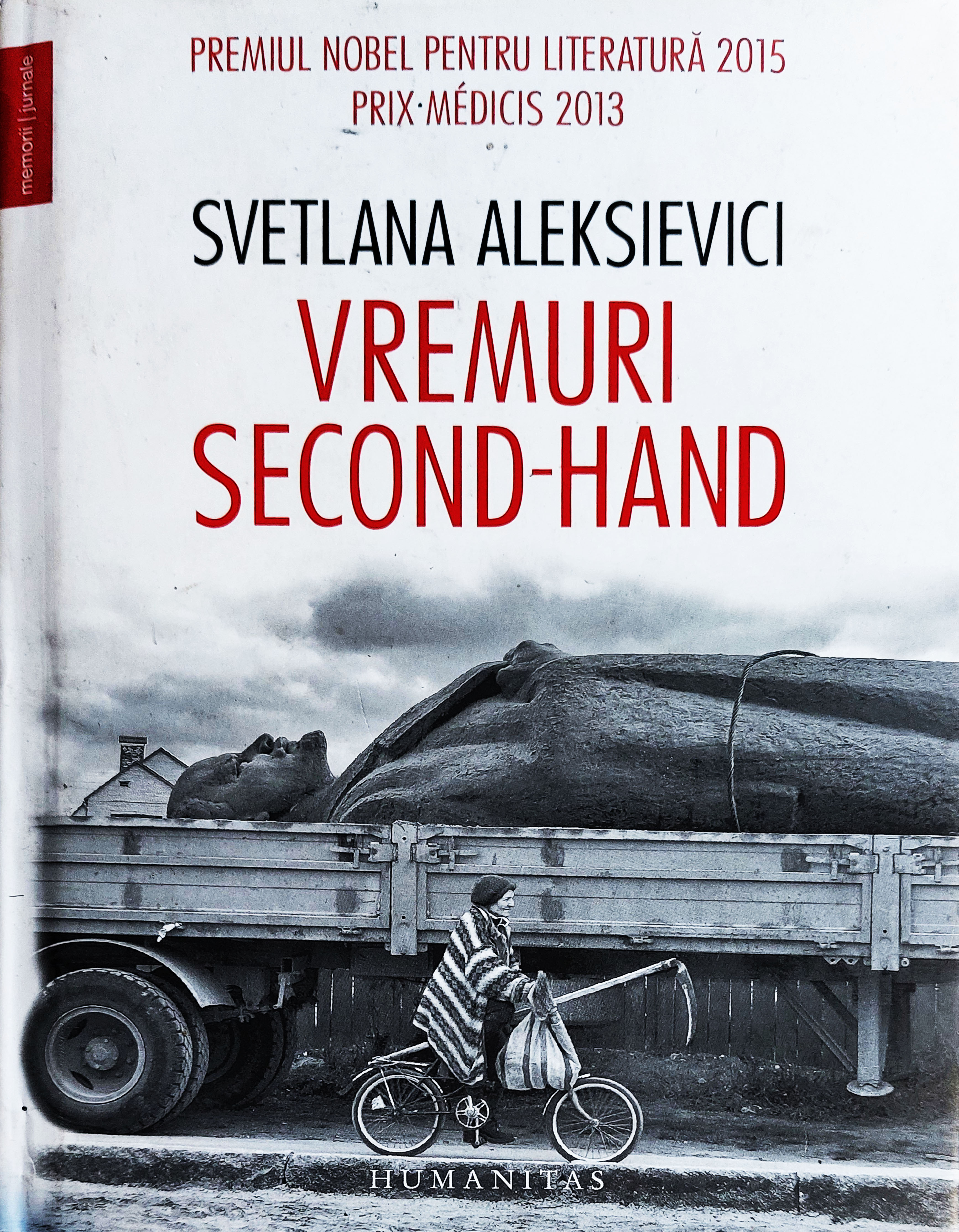
Portada del libro Aleksievich con foto de Yuri Kosin (2016).

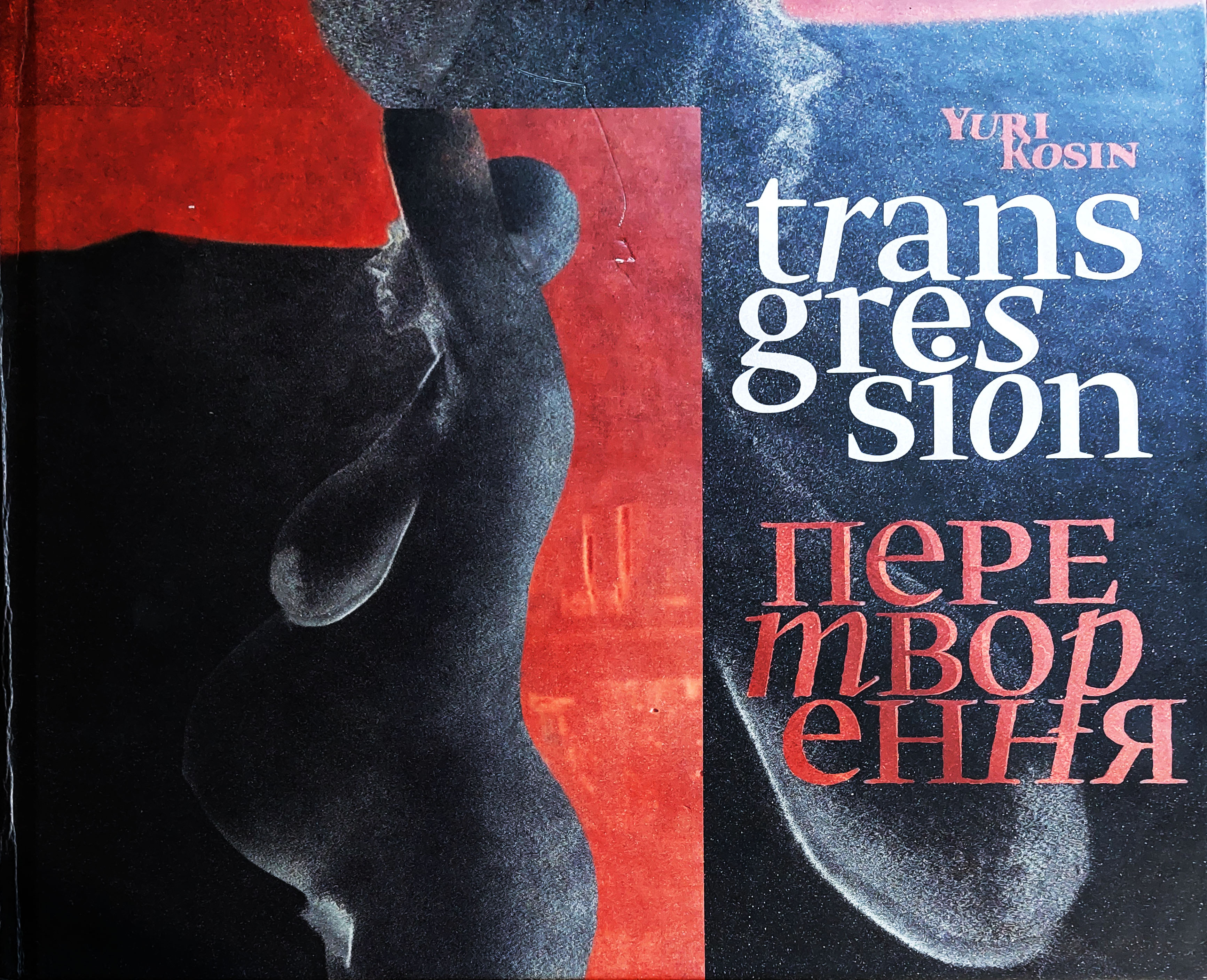
Portada del libro Transgresión de Yuri Kosin (2019).

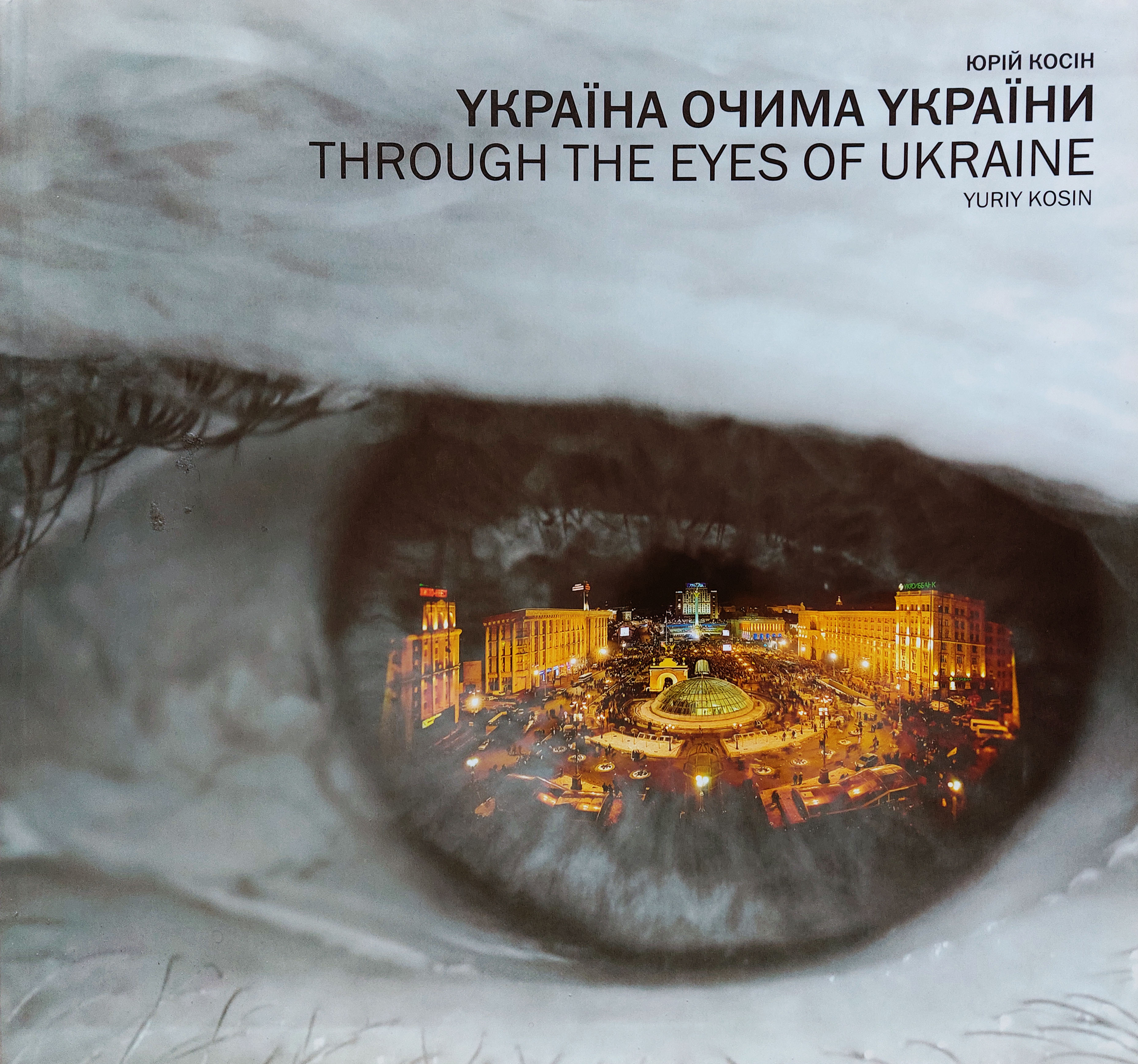
Portada del álbum de fotos Ucrania a través de los ojos de Ucrania de Yuri Kosin (2005).

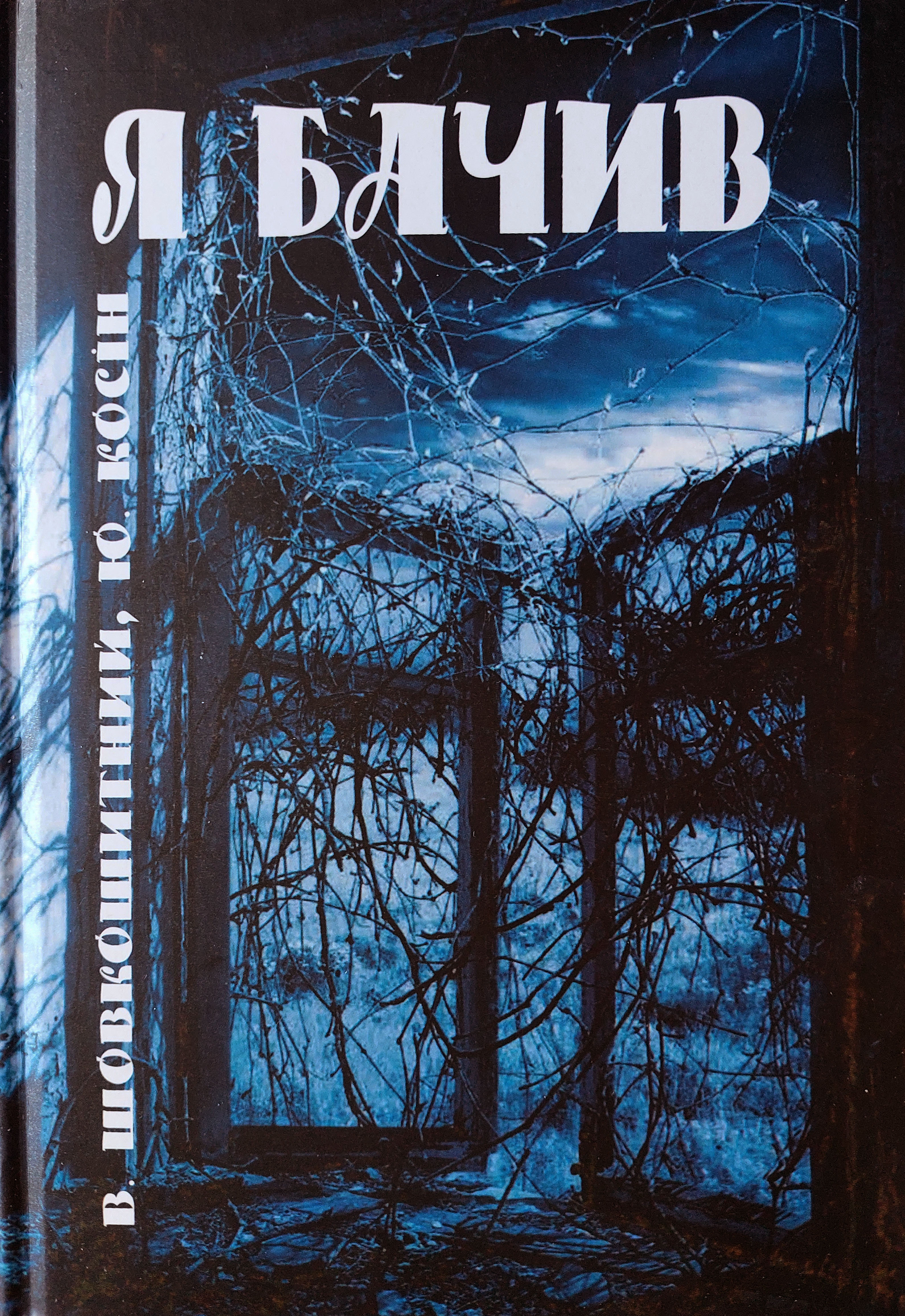
Portada del libro que he visto - foto de Yuri Kosin (2016).

Desde 1987, Yuri Kosin ha participado en más de 40 exposiciones conjuntas en Ucrania, Rusia, Emiratos Árabes Unidos, Alemania, Bielorrusia, Eslovaquia, Estados Unidos, Polonia, Reino Unido, Israel, Lituania y Francia. Muchas de sus obras se encuentran en colecciones privadas de Suiza, Estados Unidos, Polonia, Rusia, Ucrania, Israel, Francia, Bélgica, Holanda y Alemania. También hay algunas de las imágenes de Kosin colocadas en The Photography Fund en Moscú, el Museo de Fotografía de Letonia en Riga, la Universidad de Lancaster, el Museo Histórico Nacional de Ucrania . Durante más de 20 años, Yuri Kosin se ha dedicado a organizar exposiciones fotográficas de artistas ucranianos.
En la década de 1980, Yuri Kosin creó su propio método artístico que posteriormente se denominó "transgresión". De 1980 a 1990, la "transgresión" se logró mediante una destrucción física y química parcial de la emulsión.

## Exposiciones personales
- 1988 - "Interconexión", sala de exposiciones de la asociación de artistas de Ucrania, Kiev, Unión Soviética.
- 1990 - "Zona infectada", Budinok Pismennika, Kiev, Unión Soviética.
- 1991 - "El mundo que perdimos", "Kinocentr", Moscú, Unión Soviética.
- 1992 - " Chernobyl", Galería de arte internacional, Minéapolis, Estados Unidos.

Tour de acción "Chernobyl: lugar de encuentro", Gran Bretaña Estados Unidos.
Actuación "Lugar de encuentro" ("Primer momento de la peste"), Andrievskiy uzviz, Kiev, Ucrania
- 1994 - Actuación "Modelo de construcción de la mente contemporánea" Irpin, Ucrania.

"Imágenes en vivo", museo "Fortaleza de Kiev", Kiev, Ucrania.
- 1995 - "Transgresión", academia creativa "Bezalel", Jerusalén, Israel.

"Chernobyl 1986-1995", Casa de los tres idiomas, Lumen, Bélgica.
"Silver Light", galería "Garage", Riga, Letonia.
"Personificación", Museo de Fotografía de Letonia, Riga, Letonia.
- 1996 - "Transgresión", centro cultural francés, Kiev, Ucrania.

"Lección de pasaje", De Markten Gemeenschapscentrum, Bruselas, Bélgica.
"Anabiosis", Museo Histórico Nacional de Ucrania, Kiev, Ucrania.
"Emanation", centro cultural de Europa del Este y del Oeste «Palais Jalta», Frankfurt, Alemania.
- 1997 - Actuación "Publicidad creativa", Irpin, Ucrania.

Transgresión, Centro Cultural "Tuchfabrik", Trier, Alemania.
- 1998 - "Chernobyl", Ministerio de Medio Ambiente, Maguncia, Alemania.

"Transgresión", Mill Gallery, Kalai, Gran Bretaña
"Transgresión", galería Folli, Lancaster, Gran Bretaña.
- 2000 - "Fotografía sin fin", galería "RA", Kiev, Ucrania.

Acción "El arte como celebración", Irpin, Ucrania.
- 2001 – "Arte contemporáneo", "Art Club 44", Kiev, Ucrania.
- 2002 – Galería "Dim Mikoli", Kiev, Ucrania.

"Autobiografía en tercera persona", galería "Dim Mikoli", Kiev, Ucrania.
- 2003 – Acción "Cry in the Water", Irpin, Ucrania.

"Pisannitsy", galería Art Center en Kostelnaja, "Fotobienale" mes de la fotografía en Kiev, Ucrania.
"Pisannitsy", Soberana Duma en Moscú, Rusia.
- 2004 – Acción "Cry in the Sky", Irpin, Ucrania
- 2005 - "Ucrania a través de los ojos de Ucrania", galería "RA-photo", mes de fotografía "Fotobienale" en Kiev, Ucrania.

"Ucrania a través de los ojos de Ucrania", Gabinete del Ministerio, Kiev, Ucrania.
- 2006 - "Chernobyl–20", Universidad de Harvard, Washington, Nueva York, Estados Unidos.

"Borderland", Instituto Ucraniano de Estados Unidos., Ciudad de Nueva York.
"La experiencia humana veinte años después", Woodrow Wilson Center, Washington, Estados Unidos.
"Siempre fue así", Centro de Arte Contemporáneo "Solvay", Cracovia, Polonia.
"Color of Hope", Gabinete de Ministros, Kiev, Ucrania.
- 2010 - "Realidad del "fenómeno"", galería de la Unión de Fotógrafos de Lituania, Vilnius, Lituania.

Participó en más de 40 exposiciones conjuntas en Ucrania, Rusia, los Emiratos Árabes Unidos, Alemania, Bielorrusia, Eslovaquia y Francia.

## Exposiciones colectivas
- 1988 - "El rastro caliente". El Palacio de la Juventud. Moscú, Unión Soviética.

"El rastro caliente". Galería "Metrópol". Minsk, Unión Soviética.
- 1991 - Exposición de la Unión de Artistas de Ucrania. Centro de Cultura. Kiev, Ucrania.
- 1994 - "Tres perspectivas". Ayuntamiento. Menden, Alemania.

"La fotografía ucraniana hoy". Academia Católica. Schwert, Alemania.
"Fotoartistas de Kiev". Museo " Fortaleza de Kiev ". Kiev, Ucrania.
"Ukrpressphoto-95". La Casa Ucraniana. Kiev, Ucrania.
- 1995 - "Cherkassy-95". Sala de Exposiciones de la Unión de Artistas de Ucrania. Cherkasy, Ucrania.

"Ukrpressphoto-95". Galería "Gart". Yuzhnoukrainsk, Ucrania.
"7x7". Galería de fotos "Na uzvozi". Kiev, Ucrania.
- 1996 - "Ukrpressphoto-96". La Casa Ucraniana. Kiev, Ucrania.

"Arte de la Visión". Museo Nacional de Arte de Ucrania . Kiev, Ucrania.
"Exposición de todos los ucranianos". Museo Estatal de Historia de la Gran Guerra Patria de Ucrania. Kiev, Ucrania.
"Ukrpressphoto-96". Galería de fotos "Na uzvozi". Kiev, Ucrania.
- 1997 - "Exposición relámpago". La Galería Artsyz". Kiev, Ucrania.

"Impreso". Ivano-Frankivsk, Ucrania.
"El OVNI". La Casa Ucraniana. Kiev, Ucrania.
"Liga de Artistas". Galería de fotos "Eksar". Kiev, Ucrania.
"Sin palabras". Galería de fotos "Eksar. Kiev, Ucrania.
"Fotografía Mesíaca". Bratislava, Eslovaquia.
- 2003 - "Diccionario de definición", Kiev, Ucrania

"Sesión de fotos", galería Soviart, Kiev, Ucrania
"Posición", galería Lavra, Kiev, Ucrania
"Ucrania en foco", galería "Gorod N", Kiev, Ucrania
- 2006 – "Érase una vez Chernóbil", Centre de Cultura Contemporània de Barcelona (CCCB), Barcelona, España

"Chernobyl–20", Nueva York, Estados Unidos.
"Chernobyl–20", Washington D. C.
"Momento naranja", Casa de Ucrania, Kiev, Estrasburgo.

## Trabajo de curador
- 1997 - "Lege Artist", galería de fotos "Eksar", Kiev, Ucrania
- 1998 – "Paradzhanov", fotografía de A. Vladimirov, galería de fotos "Eksar", Kiev, Ucrania

"Niños de la revolución", fotografiado por A. Chekmenev, galería de fotos "Eksar", Kiev, Ucrania.
"Pornografía", fotografía de E. Pavlov, galería de fotos "Eksar", Kiev, Ucrania.
"Encarnación", fotografía de E. Martinyuk, galería de fotos "Eksar", Kiev, Ucrania.
"Paisaje poético", galería de fotos "Eksar", Kiev, Ucrania.
"Habilidad de conservación de imágenes", galería de fotos "Eksar", Kiev, Ucrania.
"Cuerpo, galería de fotos "Eksar", Kiev, Ucrania.
Galería de fotos "Sin comentarios" "Eksar", Kiev, Ucrania.
"Efecto de presencia", galería de fotos "Eksar", Kiev, Ucrania.
- 1999 - "Realidad deliberada", fotografía de O. Polisyuk, galería de fotos "Eksar", Kiev, Ucrania.
- 2002 - "A través de este aire Dios me mira", fotografía de Iván Zhdanov (Rusia), galería de fotos "Eksar", Kiev, Ucrania.
- 2003 - "Posición", galería "Lavra", Fotobienale - 2003 "Mes de la fotografía en Kiev", Kiev, Ucrania.

## Competiciones
- Primer festival de diapositivas de todos los sindicatos " Kharkiv -90" - Primer premio
- Concurso nacional de fotografías de documentales "Ukrpressphoto-94" – Primer premio
- Concurso nacional de fotografías documentales "Ukrpressphoto-94" – Primero, tercero y premios especiales
- "Fotógrafo del año", anuales "Academia" – primer premio
- Festival de fotografía Blitz-contest " Artsyz -97”

## Colecciones
- Fondo de fotografía, Moscú, Rusia
- Kunstmuseum Bonn (o Museo de Arte Moderno de Bonn), Bonn, Alemania
- Museo de Fotografía de Letonia, Riga, Letonia
- Museo Histórico Nacional de Ucrania
- Museo de historia en Kiev
- Universidad de Lancaster, Gran Bretaña